# 天皇杯 JFA 全日本サッカー選手権大会
天皇杯 JFA 全日本サッカー選手権大会（てんのうはい ジェイエフエイ ぜんにほんサッカーせんしゅけんたいかい、英: Emperor's Cup JFA Japan Football Championship, The Emperor's Cup）は、日本のサッカーのカップ戦の1つである。第97回大会（2017年度）までは天皇杯全日本サッカー選手権大会（てんのうはいぜんにほんサッカーせんしゅけんたいかい）と称していた。略称・通称は天皇杯で、他の競技の天皇杯と区別してサッカー天皇杯とも呼ばれる。
優勝チームにAFCチャンピオンズリーグ2への出場権が与えられる。J1リーグ、JリーグYBCルヴァンカップと合わせて日本の国内三大タイトルの1つとされる（スーパーカップは除く）。

## 概要
1921年に開始されたサッカーの日本選手権大会で、日本サッカー協会チーム登録種別で第1種登録のチームが予選に参加可能なオープントーナメントである。
第93回（2013年度）までは、元日（1月1日）に国立霞ヶ丘競技場陸上競技場で決勝戦が開催され、サンケイスポーツなどが「正月の風物詩」と称した。競技場の改修に伴い一時期開催時期や会場を変更したが、第99回（2019年度）以降は、改修後の国立競技場で開催されている。ただし日程については第99回、第100回は元日開催であったが、後述するように第101回以降、国際大会の日程との関係で元日以外の開催が続いている。
第89回大会から第93回大会までは、ベストメンバー規定が適用されていた。

## 沿革

### 1921年 - 1940年 大会創設から戦前

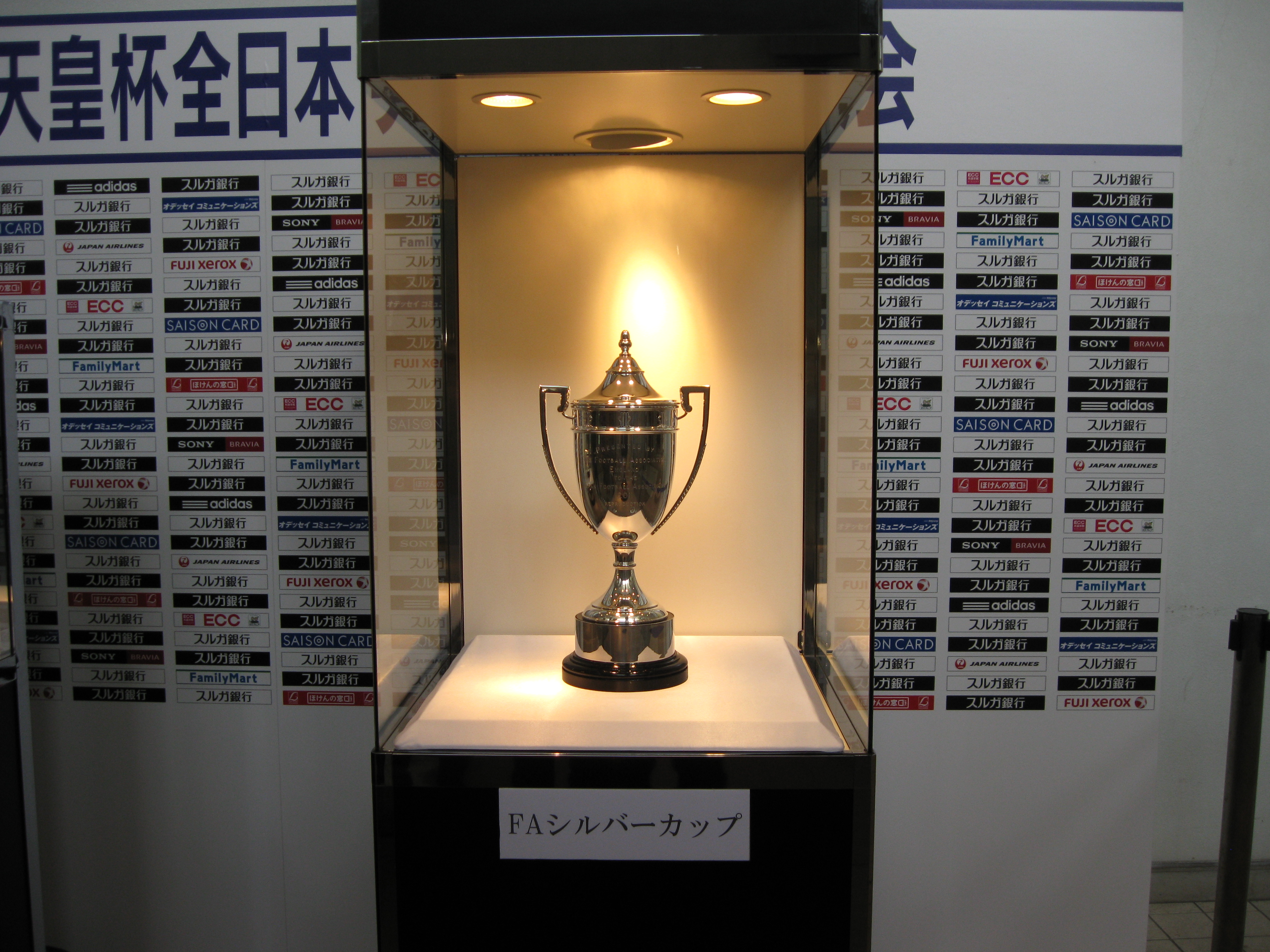
英国・イングランドのフットボール・アソシエーションから贈られた銀製トロフィー（再寄贈のもの）。2011年

第1回大会は、大日本蹴球協會創設と同じ1921年に「ア式蹴球全國優勝競技會」の大会名で開催された 。全日本選手権開催とJFA創設の契機は、1919年にイングランドのフットボール・アソシエーション (FA) から日本に贈られた銀杯のFAカップであった。銀製トロフィーは全日本選手権の大会ごとチャンピオンに贈られていたが、第二次世界大戦末期の1945年に金属不足で強制供出されて現存しない。2011年に日本サッカー協会が創設90周年を記念してFA銀杯復刻を計画する。FAに復元の許諾を求めると「FA自ら制作して再度寄贈したい」との返答で、66年ぶりにFA銀杯が復活して天皇杯優勝チームに贈られた。
全国優勝競技会の概要は、1921年9月10日に今村次吉の私邸で行われた大日本蹴球協會の第1回理事会で決められて16日に発表された。第1回大会の予選は1921年9月から11月にかけて開催され、関東、中部、関西、西部の4地域から20チームが参加した。11月26日に日比谷公園の芝生運動場で行われた全国決勝大会は、棄権した1チームを除いた3チームが参加、東京蹴球団が初代優勝チームとなった。
第4回（1924年）から、全日本選手権は主催者が内務省となり、当年から始まった総合スポーツ大会である明治神宮競技大会（明治神宮大会）のア式蹴球の部を兼ねる。大会の運営はJFAが担当した。
第6回（1926年）は、内務省主催による明治神宮大会に学生の参加は認められないとする文部省の意向により、全日本選手権と明治神宮大会はそれぞれ個別の大会として開催される予定が、大正天皇崩御のために中止された。
第7回（1927年）は再び学生の参加が許され、明治神宮大会を兼ねた。この年から明治神宮大会の開催が毎年から隔年へ変更され、明治神宮大会が開催されない年は独立して全日本選手権を行う。
当時全日本選手権の覇権を争った多くは大学チームだった。大学リーグ戦や東西対抗王座決定戦などの大会が始まり活況を呈するにつれ、全国から参集する全日本選手権よりも有力選手を輩出する大学リーグ戦が着目された。第11回（1931年）に優勝した東京帝大LBは2軍チームで、1軍はリーグ戦の開幕に向けた準備に専念していた。第11回大会から、明治神宮大会のほかに全国地方対抗選手権も兼ねる。
1935年から、明治神宮大会に加えて新たな大会として全日本総合選手権大会が始まった。当年以降は全日本総合選手権の優勝チームが全日本選手権の歴代優勝チームと公式に記録される。FAカップは、第17回大会（1937年）まで明治神宮大会の優勝チームに贈られ、全日本総合選手権の優勝チームは大日本蹴球協会杯が贈られた。なお同杯は、戦前最後の大会となった第20回（1940年）の優勝チームの慶應BRBへ授与されて以来長らくその所在が不明となっていたが、2023年になって横浜市にある慶應義塾体育会ソッカー部の合宿所の棚の整理中に発見され、2024年5月22日に同部からJFAに返還された。

### 1946年 - 1971年 天皇杯授与、実業団時代へ移行
戦後最初の全日本選手権となった第26回（1946年）は、「復興第1回全日本選手権大会」として開催され、関東と関西の予選を勝ち進んだ2チームが5月5日の決勝大会に参加した。
1947年4月3日の「東西対抗試合」 は昭和天皇が観覧して天覧試合となり、1948年7月にJFAが宮内庁から天皇杯を拝受した。当初天皇杯は東西対抗試合の勝者に贈られたが、第31回（1951年）から全日本選手権の優勝チームに贈られ、大会名は「天皇杯全日本サッカー選手権大会」となる。
第40回（1960年）は、古河電工が実業団チームとして初めて優勝した。大学チームの優勝は第46回（1966年度）の早稲田大学が最後となり、以降は実業団およびプロクラブが占めている。
第44回（1964年度）は、AリーグとBリーグそれぞれ5チームの1位同士による決勝戦が実施された。八幡製鉄と古河電工の試合は延長を経ても決着せず、両チーム優勝となった。大会史上でリーグ戦導入と複数チーム優勝は、この回のみである。
第47回（1967年度）までは開催時期と決勝開催地は一定しなかった。藤枝東高校や国泰寺高校など高校のグラウンドで開催された年度もある。
元日の明治神宮に参拝する初詣客250万人の1パーセントでも、帰路に来てもらえないか、と当時の長沼健らサッカー協会の幹部が思案し、第48回（1968年度）から年末開催として決勝戦を元日に国立霞ヶ丘陸上競技場で開催に変更 した。以降、元日に国立競技場で決勝戦開催が定着した。1968年元旦はNHK杯サッカーが開催された（後述）。

### 1972年 - 現在 天皇杯のオープン化
1965年の日本サッカーリーグ (JSL) の発足以降、天皇杯はJSLと全日本大学選手権のそれぞれ上位4チームが出場資格を得ていたが、大会がモデルとしたイングランドFAカップのようなオープンカップを求める声の高まりもあり、第52回（1972年度）からオープン化された。オープン化実現の要因は、第48回（1968年度）から実施した元日決勝の興行的成功による財政面の安定があった。参加チーム数は第52回が75チームであったが、第53回（1973年度）は807チーム、第54回（1974年度）は1105チームと爆発的に増えた。
Jリーグ発足以後はプロチームとアマチュアチームが競う大会となった。第76回（1996年度）から第94回（2014年）まで第2種登録チームの高校生年代も出場資格が与えられた。第76回から、従来の9地区代表が各都道府県代表に改められたことにより、本大会参加チームが80チーム以上に増加した。
第83回（2003年度）までは主に12月から元日に開催されたが、第84回（2004年度）から大会開始を9月下旬に前倒し、寒冷地で開催しづらかった北海道、東北、北信越 地域でも多くの試合が開催可能となった。従来J1のチームは3回戦からシードかつホームゲーム主催権獲得もあったが、第84回は原則3回戦勝ち抜きチームのホーム開催となり、J1チームは4回戦のアウェーゲームで天皇杯開幕を迎えた。スポーツ振興くじ (toto) を実施するため、第85回（2005年度）からJリーグも主催団体に加わった。
第84回から第91回（2011年度）までは、元日の天皇杯決勝のアンダーカードとして、全日本女子サッカー選手権大会決勝戦を開催した。
第100回（2020年度）は、新型コロナウイルス感染症（COVID-19）の流行により、日本プロサッカーリーグ（Jリーグ）の中断や日本サッカー協会 (JFA) の活動休止、特別措置法に基づく緊急事態宣言に伴う催事の制限などを受け、日程やレギュレーションが複数回にわたり変更される事態となった。天皇杯 JFA 第100回全日本サッカー選手権大会に詳述がある。
第104回（2024年）は、浦和レッズのサポーターが前年の対名古屋グランパス戦で暴動を犯したため、出場資格が剥奪された。このため、アマチュアシードチームが2チームに増えることとなった。

### 中止大会
以下の回は開催前に大会自体が中止となっている。各種資料は中止大会も通算回数に含む。
第6回大会（1926年）
大正天皇が1926年12月25日に崩御され、自粛して中止。
第14回大会（1934年）
極東選手権競技大会のため中止。他の競技大会のために中止になった唯一の例。
第21回大会/第22回大会/第23回大会/第24回大会/第25回大会（1941年 - 1945年）
第二次世界大戦のため諸行事中止。
第27回大会/第28回大会（1947年 - 1948年）
世情不安のため中止。

### 大会名変遷
- 第1 - 14回：ア式蹴球全国優勝競技会[30]
- 第15 - 20回：全日本蹴球選手権大会[15]
- 第26回：復興全日本蹴球選手権大会[18]
- 第29 - 30回：全日本サッカー選手権大会[31]
- 第31 - 51回：天皇杯全日本サッカー選手権大会[32]
- 第52 - 54回：天皇杯全日本サッカー選手権大会（中央大会）[33]
- 第55 - 97回：天皇杯全日本サッカー選手権大会（決勝大会）[34]
- 第98回 - ：天皇杯 JFA 第◯回全日本サッカー選手権大会[35][注釈 1]

## 開催方式

### 主催・主管団体
- 主催：公益財団法人日本サッカー協会[36]、公益社団法人日本プロサッカーリーグ[36]（85回大会から）
- 共催：NHK[36]、共同通信社[36]、各開催会場の都道府県に所在する共同通信加盟新聞社（1回戦から準々決勝まで）[36]
- 主管：都道府県サッカー協会[36]
- 特別協賛：SCOグループ[36]
- 協賛[36]
  - JFAオフィシャルパートナー - キリンホールディングス
  - JFAオフィシャルサプライヤー - アディダスジャパン
  - JFAコンペディションパートナー - モルテン、ニチバン、トヨタ自動車
- チーム強化費（賞金に相当、税抜）：優勝 1億5000万円、準優勝 5,000万円、第3位 2,000万円[37]

### 大会日程
元日決勝となった第48回以降、12月または11月下旬に開幕し元日に決勝を迎える日程が定着していたが、北海道・東北・北陸など寒冷地の開催を考慮して第84回以降は9月開幕が定着し、第93回（2013年度）以降は8月末の開幕となった。第84回から第89回（2009年度）の日程は、下記に固定された。第90回（2010年度）以降は、JリーグやJFLなどの試合日程を勘案して1回戦から4回戦の日程は毎年異なる。準々決勝以降の日程は従来の日程をほぼ踏襲する。
- 1回戦 - 敬老の日である9月第3月曜日を含む週末（都道府県代表チーム、総理大臣杯全日本大学サッカートーナメント優勝チームの出場）
- 2回戦 - 体育の日である10月第2月曜日を含む週末（J1/J2チーム、JFLシードチームの出場）
- 3回戦 - 文化の日である11月3日に至近の週末
- 4回戦 (ラウンド16) - 11月の第3土曜日あるいは12月の第1土曜日
- 5回戦（準々決勝） - 12月23日前後
- 6回戦（準決勝） - 12月29日
- 7回戦（決勝） - 次年1月1日

過密日程を緩和するため、第97回（2017年度）は4月開幕、第98回（2018年）以降は5月開幕で、概ね下記日程が組まれる。リーグ戦、AFCチャンピオンズリーグ、FIFAクラブワールドカップなどと日程が重複または近接する場合は、当該試合に関わるチームの天皇杯の試合は予備日 に開催される。
- 1回戦 - 5月下旬の土曜日・日曜日（都道府県代表チーム、アマチュアシードチームの出場）
- 2回戦 - 6月-7月上旬の水曜日（J1/J2チームの出場）
- 3回戦 - 7月-8月上旬の水曜日
- 4回戦 - 8月-9月中旬の水曜日
- 5回戦 - 10月下旬の水曜日
- 6回戦（準決勝） - 12月中旬の水曜日または12月下旬の土曜日
- 7回戦（決勝） - 12月下旬の土曜日または翌年1月1日

日程配分は、日本サッカー協会の天皇杯開催規程第9条 で「本大会の開催期日については、原則として開催前年度の実施委員会で決定する。ただし決勝は1月1日とする」と規定されていたが、2014年度以降、サッカー日本代表が出場する国際大会の日程を考慮して決勝が12月中に開催されることが5回あり、天皇杯開催規程第9条の「決勝は1月1日とする」の箇所は削除されている。
- 第94回：2015年1月9日開幕のAFCアジアカップ2015を考慮し、2014年12月13日に決勝を繰り上げる[40]。
- 第98回：2019年1月5日開幕のAFCアジアカップ2019を考慮し、2018年12月24日[41] に決勝を繰り上げる。
- 第101回：2022年1月27日に開催予定の2022 FIFAワールドカップ・アジア3次予選第7節を考慮し、FIFAクラブワールドカップ2021の日本開催が返上されて余裕が生じた日程を利用して、2021年12月19日に決勝を繰り上げる[42][43]。
- 第102回：2022年11月21日から12月18日まで開催される2022 FIFAワールドカップを考慮し、2022年10月16日に決勝を繰り上げる[44]。
- 第103回：2024年1月12日開幕のAFCアジアカップ2023を考慮し、2023年12月9日に決勝を繰り上げる。

スポーツ振興くじ (toto) の発売は、2回戦から準決勝までJリーグ同士の対戦があった場合に限り発売される。試合により発売されない券種や発売方式が変更になる券種もある。

### 試合会場
それぞれの試合は都道府県サッカー協会が主管することもあり、都道府県サッカー協会の意向を踏まえて決定される。Jリーグクラブがホーム側となる試合は、各Jリーグクラブのホームスタジアムまたは準ホームスタジアムで開催されることが多いが、広島県サッカー協会など初戦は敢えてホームスタジアムでの開催を避ける事例 もある。第97回大会（2017年）から、3回戦以降準々決勝までは原則として下位カテゴリのチームが所属する都道府県の会場を優先して開催する が、以前はホームタウンに関係なく施設要件を満たす会場が選定され、対戦チームのいずれのホームタウンからも遠く離れた場所の開催もあり、第88回大会（2008年）の5回戦（ラウンド16）は、浦和対横浜FMが香川県で、新潟対FC東京が鳥取県で、柏対京都が富山県で、川崎対広島が長崎県で、それぞれ開催されている。また、下位カテゴリのホームであってもスタジアムが開催基準を満たさなかったり会場確保が出来ないためにホーム開催が見送られる場合もあり、第99回（2019年）のHonda FC(JFL)は準々決勝まですべて相手のホーム開催だった。
決勝戦は、第48回大会から第93回大会までは国立霞ヶ丘競技場陸上競技場で開催が固定されていたが、国立競技場の施設建て替え工事に伴い旧競技場は2015年に解体され、以降は希望する都道府県協会の立候補を受け付け、日本サッカー協会が理事会で審議する（第94回大会の項目を参照）。第94回大会以降の決勝戦を下記する。
- 第94回大会：日産スタジアム 神奈川県横浜市[47]
- 第95回大会：味の素スタジアム 東京都調布市[48]
- 第96回大会：市立吹田サッカースタジアム 大阪府吹田市[49]
- 第97回大会・第98回大会：埼玉スタジアム2002 埼玉県さいたま市[50]

第99回大会の決勝は、（新）国立競技場開場後初のスポーツイベントとして開催された。第102回大会の決勝は、第94回大会以来8年ぶりに日産スタジアムで開催された。

### 出場資格
本大会はシード出場チームと各都道府県代表47チームが出場する。第89回（2009年度）以降は全88チームが出場する。

#### シード出場チーム
シード枠の選考基準はJリーグが2部制となった第79回（1999年度）以降基本的に同じであるが、Jリーグ加盟クラブ数の増加に伴ってチーム数ならびに登場試合の異動が発生している。JリーグのJ1とJ2チームが40チームとなった第92回以降、ほぼ毎年シード枠対象に異動が生じている。
- J1リーグに所属する全チーム
第94回までと第97回以降は2回戦から、第95回・第96回は前年成績により4回戦（ACL出場チーム）・2回戦（ACL不出場の前年J1チーム及び前年J2優勝チーム）・1回戦（前年J2・2位以下）から出場
- J2リーグに所属する全チーム
第94回までと第97回以降は2回戦から、第95回・第96回は1回戦から出場
- 以下のいずれかに該当する「アマチュアシードチーム」1チーム（第95回大会以降、1回戦から出場）
  - 日本フットボールリーグ (JFL) 代表 - 第95・97・100回以降
    - 第95回大会では同年のJFLファーストステージ終了時の最上位チーム。
    - 第97回大会以降は「JFLからの推薦チーム」

  - 全日本大学サッカー連盟 (JUFA) 代表 - 第96・98・99・104回
    - 第96・98・99回は前年の全日本大学サッカー選手権大会優勝チーム
    - 第104回は「JUFAからの推薦チーム」

第93回大会までは以下の種別ごとに独自にシード枠が設けられていた。
- 第1種（社会人）：開催年のJFL前半戦または前後期制の前期終了時点の成績上位チーム[注釈 4]（第91回までは2回戦から、第92回以降は1回戦から出場）
- 第1種（大学）：開催年の総理大臣杯全日本大学サッカートーナメント優勝チーム（第91回まで。1回戦から出場）
- 第2種：開催年の高円宮杯全日本ユースサッカー優勝チーム（第83回まで。1回戦から出場）

第94回大会は、「前回大会のアマチュアカテゴリー（J1・J2以外）における最優秀成績チーム」1チームにシード権が与えられた（1回戦から出場）。この要件でシード権が与えられたのは同年限りである。

#### 都道府県代表チーム
都道府県予選を兼ねる地方大会（都道府県サッカー選手権）の優勝チームまたは代表決定戦の勝利チームが本大会への出場権を得る。優勝チームが上記シード枠で本大会出場となる場合は、準優勝チームが繰り上がる（第81回の長崎大学など）。第94回までは高校・ユース世代である第2種登録チームの参加も認められていたが、規約の改正に伴い第95回大会以降は参加が認められない。J3リーグに参加するチームはシード権が与えられず、アマチュアシード枠に入る資格もなく、全て都道府県予選を制して都道府県代表として出場する必要がある。第52回から第75回までの地区予選は地域リーグのブロックごとに開催されたが、JFA登録チーム数の増加などから、第76回以降は都道府県単位で代表を選出する。
各都道府県予選を兼ねる地方大会を記す。「チーム数」欄は2013年時点のJFA登録チーム数で、上述の理由からこの全チームが各都道府県予選の参加資格を有するものではない。
| 都道府県 | 大会                                           | チーム数 （2013年） | 備考 |
| -------- | ---------------------------------------------- | ------------------- | ---- |
| 北海道   | HKFA北海道サッカー選手権大会                   | 1,666               | 99   |
| 青森県   | 住友生命杯AOFA青森県サッカー選手権大会         | 317                 |      |
| 岩手県   | 岩手県サッカー選手権大会                       | 327                 |      |
| 宮城県   | 河北杯争奪宮城県サッカー選手権大会             | 590                 | 77   |
| 秋田県   | 秋田県総合サッカー選手権大会                   | 209                 |      |
| 山形県   | 山形県サッカー総合選手権大会                   | 316                 | 77   |
| 福島県   | 福島民報杯・NHK杯福島県サッカー選手権大会      | 440                 | 76   |
| 茨城県   | 茨城県サッカー選手権大会                       | 743                 | 78   |
| 栃木県   | NEZASカップ栃木県サッカー選手権大会            | 574                 | 76   |
| 群馬県   | 群馬県サッカー協会長杯サッカー大会             | 541                 | 76   |
| 埼玉県   | 彩の国カップ埼玉県サッカー選手権大会           | 1,712               | 76   |
| 千葉県   | 千葉県サッカー選手権大会                       | 1,104               | 76   |
| 東京都   | 東京都サッカートーナメント                     | 2,174               | 76   |
| 神奈川県 | 神奈川県サッカー選手権大会                     | 1,412               | 76   |
| 山梨県   | 山梨県社会人サッカー選手権春季大会             | 245                 | 76   |
| 長野県   | 長野県サッカー選手権大会                       | 573                 | 76   |
| 新潟県   | 新潟日報杯・共同通信杯新潟県サッカー選手権大会 | 491                 | 76   |
| 富山県   | 富山県サッカー選手権大会                       | 294                 | 76   |
| 石川県   | 石川県サッカー選手権大会                       | 283                 |      |
| 福井県   | 福井県サッカー選手権大会                       | 232                 | 76   |
| 静岡県   | 静岡県サッカー選手権大会                       | 1,180               | 76   |
| 愛知県   | AIFA愛知県サッカー選手権大会                   | 1,110               | 76   |
| 三重県   | 三重県サッカー選手権大会                       | 426                 | 76   |
| 岐阜県   | 岐阜県サッカー選手権大会                       | 478                 | 76   |
| 滋賀県   | 滋賀県サッカー選手権大会（SHIGA FA CUP）       | 353                 | 76   |
| 京都府   | 京都FAカップ京都サッカー選手権大会             | 627                 | 76   |
| 大阪府   | 大阪サッカー選手権大会                         | 1,185               | 76   |
| 兵庫県   | 兵庫県サッカー選手権大会                       | 1,317               | 78   |
| 奈良県   | 奈良県サッカー選手権大会                       | 276                 | 76   |
| 和歌山県 | 中田食品杯和歌山県サッカー選手権大会           | 228                 | 76   |
| 鳥取県   | 鳥取県サッカー選手権大会                       | 215                 |      |
| 島根県   | 島根県サッカー選手権大会                       | 218                 | 76   |
| 岡山県   | 岡山県サッカー選手権大会                       | 479                 |      |
| 広島県   | MIKASA CUP全広島サッカー選手権大会決勝大会     | 624                 |      |
| 山口県   | 山口県サッカー選手権大会                       | 356                 | 76   |
| 香川県   | 香川県サッカー選手権大会                       | 253                 | 76   |
| 徳島県   | 徳島県サッカー選手権大会                       | 267                 | 76   |
| 愛媛県   | 愛媛県サッカー選手権大会                       | 386                 | 76   |
| 高知県   | 高知県サッカー選手権大会                       | 229                 | 76   |
| 福岡県   | 福岡県サッカー選手権大会                       | 925                 | 77   |
| 佐賀県   | SFA佐賀県サッカー選手権大会                    | 309                 | 76   |
| 長崎県   | 長崎県サッカー選手権大会                       | 433                 |      |
| 熊本県   | KFA熊本県サッカー選手権大会                    | 581                 | 77   |
| 大分県   | 大分県サッカー選手権大会                       | 397                 | 76   |
| 宮崎県   | MFA宮日旗MRT杯宮崎県サッカー選手権大会         | 341                 | 77   |
| 鹿児島県 | 「西原商会Presents」KFAサッカー選手権大会      | 626                 |      |
| 沖縄県   | タイムス杯争奪OFA沖縄県サッカー選手権大会      | 459                 | 76   |

- 備考が空欄の大会は、都道府県代表制が採用される前から開催されており、天皇杯予選を兼ねている大会。
- 備考に数字が記載されている大会は、都道府県代表制導入後に新設された大会であり、数字は新設時の天皇杯の回次を示す。都道府県代表制は第76回に導入された。

#### 出場資格の変遷
- 第1回（1921年）- ：東部／中部／近畿・四国／中国・九州の各代表4チームに出場権。
- 第5回（1925年）- ：東京と九州代表が初参加し6チームに出場権。以後、予選の変更や大会の拡大と縮小をくり返し3～8チームに出場権。
- 第26回（1946年）：終戦後の混乱の中、関東代表と関西代表による2チームに出場権。
- 第29回（1949年）：関東／中部／関西／中国／九州の各代表5チームに出場権。
- 第30回（1950年）：北海道から九州まで各地区代表と開催地代表の全16チームに出場権。ただし北海道と東北代表チームは辞退した。
- 第31回（1951年）：北海道から九州まで各地区代表と開催地代表を含む協会推薦の全14チームに出場権。
- 第32回（1952年）- ：北海道から九州まで各地区代表と開催地代表を含む協会推薦の全16チームに出場権。
- 第43回（1963年）：協会推薦を含む7チームに出場権。
- 第44回（1964年）：実業団および学生（前回優勝を含む）上位各5チームに出場権。唯一、ノックアウトトーナメントを採用しなかった。
- 第45回（1965年）- ：日本サッカーリーグ（JSL）および全日本大学サッカー選手権大会の上位各4チームに出場権。
- 第52回（1972年）：オープン化し、JSL1部所属チームおよび9地域代表の全24チームに出場権。
- 第53回（1973年）- ：JSL1部所属チームおよび9地域代表の全26チームに拡大。予選が都道府県大会からになる。
- 第57回（1977年）- ：JSL1部所属チームおよび9地域代表の全28チームに拡大（後述する第60回記念大会を除く）。
- 第60回（1980年）：記念大会としてJSL2部の首位チームと総理大臣杯大学サッカー優勝チームを加え30チームに拡大。
- 第64回（1984年）- ：JSL1部所属チームおよび9地域代表の全32チームに拡大。
- 第72回（1992年）- ：日本プロサッカーリーグ（Jリーグ）所属チームおよび9地域代表の全32チームに出場権。出場チーム数は変わらず。
- 第76回（1996年）：Jリーグ所属チーム（16チーム）、ジャパンフットボールリーグ上位11チームと関東大学連盟上位4チーム、関西学生連盟上位2チームおよび47都道府県代表の全80チームに出場権。第2種チームの都道府県予選への出場が可能になる。
- 第77回（1997年）：Jリーグ所属チーム1増（17チーム）につき全81チームに拡大。
- 第78回（1998年）：Jリーグ所属チーム1増（18チーム）につき全82チームに拡大。
- 第79回（1999年）：Jリーグ所属チーム（J1/J2全26チーム）、日本フットボールリーグ（JFL）上位3チームと総理大臣杯大学サッカー上位3チーム、高円宮杯全日本ユースサッカー優勝チームおよび47都道府県代表の全80チームに出場権。
- 第80回（2000年）：Jリーグ所属チーム1増（27チーム）に伴い総理大臣杯大学サッカー代表枠を上位2チームに変更（全出場チーム数は80チーム）。
- 第81回（2001年）- ：Jリーグ所属チーム1増（28チーム）に伴いJFL代表枠を上位2チームに変更（全出場チーム数は80チーム）。
- 第84回（2004年）：高円宮杯全日本ユースサッカー優勝チームの代わりにJFL代表枠を上位3チームに変更（全出場チーム数は80チーム）。
- 第85回（2005年）：Jリーグ所属チーム2増（30チーム）に伴いJFL代表枠を上位2チーム、総理大臣杯大学サッカー代表枠を上位1チームに変更（全出場チーム数は80チーム）。Jリーグ同士の試合に限りスポーツ振興くじの販売を開始した。
- 第86回（2006年）- ：Jリーグ所属チーム1増（31チーム）に伴いJFL代表枠を上位1チームに変更（全出場チーム数は80チーム）。
- 第88回（2008年）：Jリーグ所属チーム2増（33チーム）につき全82チームに拡大。
- 第89回（2009年）：Jリーグ所属チーム3増（36チーム）およびJFL代表枠を上位4チームに変更につき全88チームに拡大（以後総枠に変更なし）。
- 第90回（2010年）：Jリーグ所属チーム1増（37チーム）につきJFL代表枠を上位3チームに変更。
- 第91回（2011年）：Jリーグ所属チーム1増（38チーム）につきJFL代表枠を上位2チームに変更。東日本大震災の影響で宮城県は代表決定戦を行なわず、宮城県協会推薦チームが出場。
- 第92回（2012年）：Jリーグ所属チーム2増（40チーム）に伴いJFL代表枠を上位1チームに変更。総理大臣杯大学サッカー代表枠が廃止。
- 第94回（2014年）: JFL代表枠を「アマチュアシード枠」に変更。この年は「前回大会 アマチュアカテゴリー最優秀成績チーム」とする。
- 第95回（2015年）: 参加要件を第1種登録チームに限定。

### 試合方式
試合は45分ハーフの計90分で行い決着がつかない場合は当初抽選によって勝ち上がりチームを決定していたが、その後PK戦を導入。第74回（1994年度）までは延長戦を行わずにPK戦で勝ち上がりチームを決定する方式（決勝戦のみ15分ハーフの延長戦を行い、その後PK戦）となる。第75回（1995年度）からは全ての試合においてVゴール方式の延長戦を行い、その後PK戦を行う方式に変更された。第85回（2005年度）からVゴール方式を廃止し延長戦の前後半15分ずつを必ず最後まで行う方式に変更され、現在に至っている。
現在の試合球はモルテン製でロゴマークと同様に白地に赤い桜の花びらを散らした専用デザインのもの。

## 結果
| 回  | 年度   | 優勝                         | 結果                         | 準優勝                       | チーム数                     | 備考                                                         |
| --- | ------ | ---------------------------- | ---------------------------- | ---------------------------- | ---------------------------- | ------------------------------------------------------------ |
| 1   | 1921年 | 東京蹴球団                   | 1 - 0                        | 御影蹴球団                   | 4                            |                                                              |
| 2   | 1922年 | 名古屋蹴球団                 | 1 - 0                        | 広島高師                     | 4                            |                                                              |
| 3   | 1923年 | アストラ・クラブ             | 2 - 1                        | 名古屋蹴球団                 | 4                            | 大正関東地震（関東大震災）の影響で1924年2月に開催。          |
| 4   | 1924年 | 広島一中鯉城クラブ           | 1 - 0                        | 全御影師範クラブ             | 4                            | 第1回明治神宮大会を兼ねる。                                  |
| 5   | 1925年 | 鯉城蹴球団                   | 3 - 0                        | 東京帝国大学                 | 6                            | 第2回明治神宮大会を兼ねる。                                  |
| 6   | 1926年 | 大正天皇崩御のため中止       | 大正天皇崩御のため中止       | 大正天皇崩御のため中止       | 大正天皇崩御のため中止       | 大正天皇崩御のため中止                                       |
| 7   | 1927年 | 神戸一中クラブ               | 2 - 0                        | 鯉城クラブ                   | 8                            | 第4回明治神宮大会を兼ねる。                                  |
| 8   | 1928年 | 早大WMW                      | 6 - 1                        | 京都帝国大学                 | 7                            |                                                              |
| 9   | 1929年 | 関学クラブ                   | 3 - 0                        | 法政大学                     | 8                            | 第5回明治神宮大会を兼ねる。                                  |
| 10  | 1930年 | 関学クラブ                   | 3 - 0                        | 慶應BRB                      | 4                            | 1931年5月に開催。                                            |
| 11  | 1931年 | 東京帝大LB                   | 5 - 1                        | 興文中学                     | 7                            | 第6回明治神宮大会、第1回全国地方対抗を兼ねる。               |
| 12  | 1932年 | 慶應クラブ                   | 5 - 1                        | 芳野クラブ                   | 3                            | 第2回全国地方対抗を兼ねる。                                  |
| 13  | 1933年 | 東京OBクラブ                 | 4 - 1                        | 仙台サッカークラブ           | 8                            | 第7回明治神宮大会、第3回全国地方大会を兼ねる。               |
| 14  | 1934年 | 極東選手権への準備のため中止 | 極東選手権への準備のため中止 | 極東選手権への準備のため中止 | 極東選手権への準備のため中止 | 極東選手権への準備のため中止                                 |
| 15  | 1935年 | 全京城蹴球団                 | 6 - 1                        | 東京文理科大学               | 6                            | 第1回全日本総合選手権を兼ねて開催される。                    |
| 16  | 1936年 | 慶應BRB                      | 3 - 2                        | 普成専門                     | 5                            | 第2回全日本総合選手権を兼ねて開催される。                    |
| 17  | 1937年 | 慶應義塾大学                 | 3 - 0                        | 神戸商業大学                 | 4                            | 第3回全日本総合選手権を兼ねて開催される。                    |
| 18  | 1938年 | 早稲田大学                   | 4 - 1                        | 慶應義塾大学                 | 5                            | 第4回全日本総合選手権を兼ねて開催される。                    |
| 19  | 1939年 | 慶應BRB                      | 3 - 2 aet                    | 早稲田大学                   | 8                            | 第5回全日本総合選手権を兼ねて開催される。                    |
| 20  | 1940年 | 慶應BRB                      | 1 - 0                        | 早大WMW                      | 8                            | 第6回全日本総合選手権を兼ねて開催される。                    |
| 21  | 1941年 | 太平洋戦争のため諸行事中止   | 太平洋戦争のため諸行事中止   | 太平洋戦争のため諸行事中止   | 太平洋戦争のため諸行事中止   | 太平洋戦争のため諸行事中止                                   |
| 22  | 1942年 | 太平洋戦争のため諸行事中止   | 太平洋戦争のため諸行事中止   | 太平洋戦争のため諸行事中止   | 太平洋戦争のため諸行事中止   | 太平洋戦争のため諸行事中止                                   |
| 23  | 1943年 | 太平洋戦争のため諸行事中止   | 太平洋戦争のため諸行事中止   | 太平洋戦争のため諸行事中止   | 太平洋戦争のため諸行事中止   | 太平洋戦争のため諸行事中止                                   |
| 24  | 1944年 | 太平洋戦争のため諸行事中止   | 太平洋戦争のため諸行事中止   | 太平洋戦争のため諸行事中止   | 太平洋戦争のため諸行事中止   | 太平洋戦争のため諸行事中止                                   |
| 25  | 1945年 | 太平洋戦争のため諸行事中止   | 太平洋戦争のため諸行事中止   | 太平洋戦争のため諸行事中止   | 太平洋戦争のため諸行事中止   | 太平洋戦争のため諸行事中止                                   |
| 26  | 1946年 | 東大LB                       | 6 - 2                        | 神経大クラブ                 | 2                            |                                                              |
| 27  | 1947年 | 世情不安のため中止           | 世情不安のため中止           | 世情不安のため中止           | 世情不安のため中止           | 世情不安のため中止                                           |
| 28  | 1948年 | 世情不安のため中止           | 世情不安のため中止           | 世情不安のため中止           | 世情不安のため中止           | 世情不安のため中止                                           |
| 29  | 1949年 | 東大LB                       | 5 - 2                        | 関大クラブ                   | 5                            |                                                              |
| 30  | 1950年 | 全関学                       | 6 - 1                        | 慶應義塾大学                 | 15                           |                                                              |
| 31  | 1951年 | 慶應BRB                      | 3 - 2 aet                    | 大阪クラブ                   | 14                           | この回から天皇杯が授与。                                     |
| 32  | 1952年 | 全慶應                       | 6 - 2                        | 大阪クラブ                   | 15                           |                                                              |
| 33  | 1953年 | 全関学                       | 5 - 4 aet                    | 大阪クラブ                   | 16                           |                                                              |
| 34  | 1954年 | 慶應BRB                      | 5 - 3 aet                    | 東洋工業                     | 16                           |                                                              |
| 35  | 1955年 | 全関学                       | 4 - 3                        | 中大クラブ                   | 16                           |                                                              |
| 36  | 1956年 | 慶應BRB                      | 4 - 2                        | 八幡製鉄                     | 16                           |                                                              |
| 37  | 1957年 | 中大クラブ                   | 2 - 1                        | 東洋工業                     | 16                           |                                                              |
| 38  | 1958年 | 関学クラブ                   | 2 - 1                        | 八幡製鉄                     | 16                           |                                                              |
| 39  | 1959年 | 関学クラブ                   | 1 - 0                        | 中央大学                     | 16                           |                                                              |
| 40  | 1960年 | 古河電工                     | 4 - 0                        | 慶應BRB                      | 16                           |                                                              |
| 41  | 1961年 | 古河電工                     | 3 - 2                        | 中央大学                     | 16                           |                                                              |
| 42  | 1962年 | 中央大学                     | 2 - 1                        | 古河電工                     | 16                           |                                                              |
| 43  | 1963年 | 早稲田大学                   | 3 - 0                        | 日立製作所                   | 7                            | 第22回朝日招待サッカーを兼ねる。                             |
| 44  | 1964年 | 八幡製鉄 古河電工            | 0 - 0 aet                    |                              | 10                           | 両チーム優勝。 第23回朝日招待サッカーを兼ねる。              |
| 45  | 1965年 | 東洋工業                     | 3 - 2                        | 八幡製鉄                     | 8                            |                                                              |
| 46  | 1966年 | 早稲田大学                   | 3 - 2 aet                    | 東洋工業                     | 8                            |                                                              |
| 47  | 1967年 | 東洋工業                     | 1 - 0                        | 三菱重工                     | 8                            |                                                              |
| 48  | 1968年 | ヤンマー                     | 1 - 0                        | 三菱重工                     | 8                            | この回から決勝戦が1月1日に設定。                             |
| 49  | 1969年 | 東洋工業                     | 4 - 1                        | 立教大学                     | 8                            |                                                              |
| 50  | 1970年 | ヤンマー                     | 2 - 1 aet                    | 東洋工業                     | 8                            |                                                              |
| 51  | 1971年 | 三菱重工                     | 3 - 1                        | ヤンマー                     | 8                            |                                                              |
| 52  | 1972年 | 日立製作所                   | 2 - 1                        | ヤンマー                     | 24                           | 大会のオープン化。                                           |
| 53  | 1973年 | 三菱重工                     | 2 - 1                        | 日立製作所                   | 26                           |                                                              |
| 54  | 1974年 | ヤンマー                     | 2 - 1                        | 永大産業                     | 26                           |                                                              |
| 55  | 1975年 | 日立製作所                   | 2 - 0                        | フジタ工業                   | 26                           |                                                              |
| 56  | 1976年 | 古河電工                     | 4 - 1                        | ヤンマー                     | 26                           |                                                              |
| 57  | 1977年 | フジタ工業                   | 4 - 1                        | ヤンマー                     | 28                           |                                                              |
| 58  | 1978年 | 三菱重工                     | 1 - 0                        | 東洋工業                     | 28                           |                                                              |
| 59  | 1979年 | フジタ工業                   | 2 - 1                        | 三菱重工                     | 28                           |                                                              |
| 60  | 1980年 | 三菱重工                     | 1 - 0                        | 田辺製薬                     | 30                           |                                                              |
| 61  | 1981年 | 日本鋼管                     | 2 - 0                        | 読売クラブ                   | 28                           | 2部リーグチームとして初優勝。                                |
| 62  | 1982年 | ヤマハ発動機                 | 1 - 0 aet                    | フジタ工業                   | 28                           | 2年連続2部リーグチームが優勝。                               |
| 63  | 1983年 | 日産自動車                   | 2 - 0                        | ヤンマー                     | 28                           |                                                              |
| 64  | 1984年 | 読売クラブ                   | 2 - 0                        | 古河電工                     | 32                           |                                                              |
| 65  | 1985年 | 日産自動車                   | 2 - 0                        | フジタ工業                   | 32                           |                                                              |
| 66  | 1986年 | 読売クラブ                   | 2 - 1                        | 日本鋼管                     | 32                           |                                                              |
| 67  | 1987年 | 読売クラブ                   | 2 - 0                        | マツダSC                     | 32                           |                                                              |
| 68  | 1988年 | 日産自動車                   | 3 - 1 aet                    | フジタ工業                   | 32                           |                                                              |
| 69  | 1989年 | 日産自動車                   | 3 - 2                        | ヤマハ発動機                 | 32                           |                                                              |
| 70  | 1990年 | 松下電器                     | 0 - 0 aet (PK 4 - 3)         | 日産自動車                   | 32                           | 初めてPK戦にもつれ込む。                                     |
| 71  | 1991年 | 日産自動車                   | 4 - 1 aet                    | 読売クラブ                   | 32                           |                                                              |
| 72  | 1992年 | 日産FC横浜マリノス           | 2 - 1 aet                    | 読売ヴェルディ               | 32                           | Jリーグチーム初参加。                                        |
| 73  | 1993年 | 横浜フリューゲルス           | 6 - 2 aet                    | 鹿島アントラーズ             | 32                           | Jリーグ発足後初開催。                                        |
| 74  | 1994年 | ベルマーレ平塚               | 2 - 0                        | セレッソ大阪                 | 32                           |                                                              |
| 75  | 1995年 | 名古屋グランパスエイト       | 3 - 0                        | サンフレッチェ広島           | 32                           |                                                              |
| 76  | 1996年 | ヴェルディ川崎               | 3 - 0                        | サンフレッチェ広島           | 80                           |                                                              |
| 77  | 1997年 | 鹿島アントラーズ             | 3 - 0                        | 横浜フリューゲルス           | 81                           |                                                              |
| 78  | 1998年 | 横浜フリューゲルス           | 2 - 1                        | 清水エスパルス               | 82                           | 横浜Fは1998年で横浜Mへ吸収合併、同大会決勝がクラブ最終試合。 |
| 79  | 1999年 | 名古屋グランパスエイト       | 2 - 0                        | サンフレッチェ広島           | 80                           |                                                              |
| 80  | 2000年 | 鹿島アントラーズ             | 3 - 2 VG                     | 清水エスパルス               | 80                           |                                                              |
| 81  | 2001年 | 清水エスパルス               | 3 - 2 VG                     | セレッソ大阪                 | 80                           |                                                              |
| 82  | 2002年 | 京都パープルサンガ           | 2 - 1                        | 鹿島アントラーズ             | 80                           |                                                              |
| 83  | 2003年 | ジュビロ磐田                 | 1 - 0                        | セレッソ大阪                 | 80                           |                                                              |
| 84  | 2004年 | 東京ヴェルディ1969           | 2 - 1                        | ジュビロ磐田                 | 80                           |                                                              |
| 85  | 2005年 | 浦和レッズ                   | 2 - 1                        | 清水エスパルス               | 80                           |                                                              |
| 86  | 2006年 | 浦和レッズ                   | 1 - 0                        | ガンバ大阪                   | 80                           |                                                              |
| 87  | 2007年 | 鹿島アントラーズ             | 2 - 0                        | サンフレッチェ広島           | 80                           |                                                              |
| 88  | 2008年 | ガンバ大阪                   | 1 - 0 aet                    | 柏レイソル                   | 82                           |                                                              |
| 89  | 2009年 | ガンバ大阪                   | 4 - 1                        | 名古屋グランパス             | 88                           |                                                              |
| 90  | 2010年 | 鹿島アントラーズ             | 2 - 1                        | 清水エスパルス               | 88                           |                                                              |
| 91  | 2011年 | FC東京                       | 4 - 2                        | 京都サンガF.C.               | 88                           | J2チーム同士の決勝およびJ2チームの優勝は初。                 |
| 92  | 2012年 | 柏レイソル                   | 1 - 0                        | ガンバ大阪                   | 88                           |                                                              |
| 93  | 2013年 | 横浜F・マリノス              | 2 - 0                        | サンフレッチェ広島           | 88                           | 旧国立競技場で最後の決勝戦。                                 |
| 94  | 2014年 | ガンバ大阪                   | 3 - 1                        | モンテディオ山形             | 88                           | 47大会ぶりに元日以外の決勝開催。                             |
| 95  | 2015年 | ガンバ大阪                   | 2 - 1                        | 浦和レッズ                   | 88                           |                                                              |
| 96  | 2016年 | 鹿島アントラーズ             | 2 - 1 aet                    | 川崎フロンターレ             | 88                           | 56大会ぶりに大阪で決勝開催。                                 |
| 97  | 2017年 | セレッソ大阪                 | 2 - 1 aet                    | 横浜F・マリノス              | 88                           | 61大会ぶりに埼玉で決勝開催。                                 |
| 98  | 2018年 | 浦和レッズ                   | 1 - 0                        | ベガルタ仙台                 | 88                           |                                                              |
| 99  | 2019年 | ヴィッセル神戸               | 2 - 0                        | 鹿島アントラーズ             | 88                           | 新国立競技場で初の決勝開催。                                 |
| 100 | 2020年 | 川崎フロンターレ             | 1 - 0                        | ガンバ大阪                   | 52                           |                                                              |
| 101 | 2021年 | 浦和レッズ                   | 2 - 1                        | 大分トリニータ               | 90                           |                                                              |
| 102 | 2022年 | ヴァンフォーレ甲府           | 1 - 1 aet (PK 5 - 4)         | サンフレッチェ広島           | 88                           | 33年ぶりのPK戦決着。 J2チームが決勝でJ1チームに勝利は初。    |
| 103 | 2023年 | 川崎フロンターレ             | 0 - 0 aet (PK 8 - 7)         | 柏レイソル                   | 88                           | 歴代最多入場者数                                             |
| 104 | 2024年 | ヴィッセル神戸               | 1 - 0                        | ガンバ大阪                   | 88                           | 71年ぶりに関西勢同士の決勝戦。                               |

## 統計

### 出場回数
| 順位 | 回数 | チーム                 | 備考 |
| ---- | ---- | ---------------------- | ---- |
| 1    | 72回 | サンフレッチェ広島     |      |
| 2    | 59回 | ジェフユナイテッド千葉 |      |
| 3    | 58回 | 浦和レッズ             |      |
| 4    | 56回 | 柏レイソル             |      |
| 5    | 55回 | セレッソ大阪           |      |
| 6    | 52回 | 湘南ベルマーレ         |      |
| 7    | 49回 | 東京ヴェルディ         |      |
| 8    | 47回 | ジュビロ磐田           |      |
| 8    | 47回 | 名古屋グランパス       |      |
| 10   | 46回 | 横浜F・マリノス        |      |
| 11   | 44回 | ガンバ大阪             |      |
| 11   | 44回 | Honda FC               |      |
| 13   | 43回 | 北海道コンサドーレ札幌 |      |
| 14   | 41回 | 川崎フロンターレ       |      |
| 14   | 41回 | 京都サンガF.C.         |      |
| 16   | 40回 | 鹿島アントラーズ       |      |
| 17   | 38回 | ヴィッセル神戸         |      |
| 18   | 36回 | 徳島ヴォルティス       |      |
| 19   | 35回 | 新日鐵八幡             |      |
| 20   | 34回 | 福岡大学               |      |

### 優勝回数
- 現存するクラブは現在のクラブ名を表記し、廃部したクラブは廃部当時のクラブ名を表記する。
- 大学関連クラブの成績は、2021年の各報道[53][54] に基づき、現役学生のみで構成されたクラブ（部活動）の成績と、学生・OB混成クラブの成績を分けて表記する（但し、学生・OB混成クラブの成績は全て一連で数える）。
- 日本プロサッカーリーグ（Jリーグ）に所属するクラブの成績は、前身組織の成績も含める。

| クラブ名                           | 優 | 準 | 優勝年度                                | 準優勝年度                                                   |
| ---------------------------------- | -- | -- | --------------------------------------- | ------------------------------------------------------------ |
| 浦和レッズ（三菱重工）             | 8  | 4  | 1971,1973,1978,1980,2005,2006,2018,2021 | 1967,1968,1979,2015                                          |
| 慶應BRB（慶應クラブ, 全慶應）      | 8  | 2  | 1932,1936,1939,1940,1951,1952,1954,1956 | 1930,1960                                                    |
| 横浜F・マリノス（日産自動車）      | 7  | 2  | 1983,1985,1988,1989,1991,1992,2013      | 1990,2017                                                    |
| 関学クラブ（全関学）               | 7  | 0  | 1929,1930,1950,1953,1955,1958,1959      |                                                              |
| ガンバ大阪（松下電器）             | 5  | 4  | 1990,2008,2009,2014,2015                | 2006,2012,2020,2024                                          |
| 東京ヴェルディ（読売クラブ）       | 5  | 3  | 1984,1986,1987,1996,2004                | 1981,1991,1992                                               |
| 鹿島アントラーズ（住友金属工業）   | 5  | 3  | 1997,2000,2007,2010,2016                | 1993,2002,2019                                               |
| セレッソ大阪（ヤンマー）           | 4  | 8  | 1968,1970,1974,2017                     | 1971,1972,1976,1977,1983,1994,2001,2003                      |
| ジェフユナイテッド千葉（古河電工） | 4  | 2  | 1960,1961,1964,1976                     | 1962,1984                                                    |
| サンフレッチェ広島（東洋工業）     | 3  | 12 | 1965,1967,1969                          | 1954,1957,1966,1970,1978,1987,1995,1996,1999,2007, 2013,2022 |
| 柏レイソル（日立製作所）           | 3  | 4  | 1972,1975,2012                          | 1963,1973,2008,2023                                          |
| 湘南ベルマーレ（フジタ）           | 3  | 4  | 1977,1979,1994                          | 1975,1982,1985,1988                                          |
| 東大LB（東京帝大LB）               | 3  | 1  | 1931,1946,1949                          | 1925                                                         |
| 早稲田大学                         | 3  | 1  | 1938,1963,1966                          | 1939                                                         |
| ジュビロ磐田（ヤマハ発動機）       | 2  | 2  | 1982,2003                               | 1989,2004                                                    |
| 鯉城蹴球団                         | 2  | 1  | 1924,1925                               | 1927                                                         |
| 横浜フリューゲルス                 | 2  | 1  | 1993,1998                               | 1997                                                         |
| 名古屋グランパス                   | 2  | 1  | 1995,1999                               | 2009                                                         |
| 川崎フロンターレ                   | 2  | 1  | 2020,2023                               | 2016                                                         |
| ヴィッセル神戸                     | 2  | 0  | 2019,2024                               |                                                              |
| 清水エスパルス                     | 1  | 4  | 2001                                    | 1998,2000,2005,2010                                          |
| 新日鐵八幡                         | 1  | 3  | 1964                                    | 1956,1958,1965                                               |
| 慶應義塾大学                       | 1  | 2  | 1937                                    | 1938,1950                                                    |
| 中央大学                           | 1  | 2  | 1962                                    | 1959,1961                                                    |
| 早大WMW                            | 1  | 1  | 1928                                    | 1940                                                         |
| 中大クラブ                         | 1  | 1  | 1957                                    | 1955                                                         |
| 名古屋蹴球団                       | 1  | 1  | 1922                                    | 1923                                                         |
| NKK                                | 1  | 1  | 1981                                    | 1986                                                         |
| 京都サンガF.C.                     | 1  | 1  | 2002                                    | 2011                                                         |
| 東京蹴球団                         | 1  | 0  | 1921                                    |                                                              |
| アストラ・クラブ                   | 1  | 0  | 1923                                    |                                                              |
| 神戸一中クラブ                     | 1  | 0  | 1927                                    |                                                              |
| 東京OBクラブ                       | 1  | 0  | 1933                                    |                                                              |
| 全京城蹴球団                       | 1  | 0  | 1935                                    |                                                              |
| FC東京                             | 1  | 0  | 2011                                    |                                                              |
| ヴァンフォーレ甲府                 | 1  | 0  | 2022                                    |                                                              |
| 大阪クラブ                         | 0  | 3  |                                         | 1951,1952,1953                                               |
| 神戸経済大学                       | 0  | 2  |                                         | 1937,1946                                                    |
| 御影蹴球団                         | 0  | 1  |                                         | 1921                                                         |
| 広島高師                           | 0  | 1  |                                         | 1922                                                         |
| 全御影師範クラブ                   | 0  | 1  |                                         | 1924                                                         |
| 京都大学                           | 0  | 1  |                                         | 1928                                                         |
| 法政大学                           | 0  | 1  |                                         | 1929                                                         |
| 興文中学                           | 0  | 1  |                                         | 1931                                                         |
| 芳野クラブ                         | 0  | 1  |                                         | 1932                                                         |
| 仙台サッカークラブ                 | 0  | 1  |                                         | 1933                                                         |
| 筑波大学                           | 0  | 1  |                                         | 1935                                                         |
| 高麗大学校                         | 0  | 1  |                                         | 1936                                                         |
| 関西大学                           | 0  | 1  |                                         | 1949                                                         |
| 立教大学                           | 0  | 1  |                                         | 1969                                                         |
| 永大産業                           | 0  | 1  |                                         | 1974                                                         |
| 田辺三菱製薬                       | 0  | 1  |                                         | 1980                                                         |
| モンテディオ山形                   | 0  | 1  |                                         | 2014                                                         |
| ベガルタ仙台                       | 0  | 1  |                                         | 2018                                                         |
| 大分トリニータ                     | 0  | 1  |                                         | 2021                                                         |

Jリーグクラブ別成績
- 1992年（第72回大会）以降の成績[55]。

| クラブ名           | 優 | 準 | 優勝年度                 | 準優勝年度                    |
| ------------------ | -- | -- | ------------------------ | ----------------------------- |
| 鹿島アントラーズ   | 5  | 3  | 1997,2000,2007,2010,2016 | 1993,2002,2019                |
| ガンバ大阪         | 4  | 4  | 2008,2009,2014,2015      | 2006,2012,2020,2024           |
| 浦和レッズ         | 4  | 1  | 2005,2006,2018,2021      | 2015                          |
| 横浜F・マリノス    | 2  | 1  | 1992,2013                | 2017                          |
| 横浜フリューゲルス | 2  | 1  | 1993,1998                | 1997                          |
| 名古屋グランパス   | 2  | 1  | 1995,1999                | 2009                          |
| 東京ヴェルディ     | 2  | 1  | 1996,2004                | 1992                          |
| 川崎フロンターレ   | 2  | 1  | 2020,2023                | 2016                          |
| ヴィッセル神戸     | 2  | 0  | 2019,2024                |                               |
| 清水エスパルス     | 1  | 4  | 2001                     | 1998,2000,2005,2010           |
| セレッソ大阪       | 1  | 3  | 2017                     | 1994,2001,2003                |
| 柏レイソル         | 1  | 2  | 2012                     | 2008,2023                     |
| 京都サンガF.C.     | 1  | 1  | 2002                     | 2011                          |
| ジュビロ磐田       | 1  | 1  | 2003                     | 2004                          |
| 湘南ベルマーレ     | 1  | 0  | 1994                     |                               |
| FC東京             | 1  | 0  | 2011                     |                               |
| ヴァンフォーレ甲府 | 1  | 0  | 2022                     |                               |
| サンフレッチェ広島 | 0  | 6  |                          | 1995,1996,1999,2007,2013,2022 |
| モンテディオ山形   | 0  | 1  |                          | 2014                          |
| ベガルタ仙台       | 0  | 1  |                          | 2018                          |
| 大分トリニータ     | 0  | 1  |                          | 2021                          |

## 表彰

### 優勝チームへの特典
優勝チームには表彰状、優勝メダル、チーム強化費、天皇杯（第31回以降）の他にNHK杯（第48回以降）、共同通信杯、JOC杯、ドイツ杯（第85回以降）、FAシルバーカップ（第91回以降）、JFA杯（第95回以降） が試合終了後に行う表彰式で贈られる。
Jリーグ発足後の第72回から全日本選手権チーム（チャンピオンチーム）の証として天皇杯優勝チームマーク（天皇杯チャンピオンマーク）が授与され、次シーズンのユニフォームに付けることができる。このマークは第88回大会までは日本サッカー協会のシンボルマークであるヤタガラスをモチーフに、上部に天皇杯の英名である「Emperor's Cup」の頭文字である「E」の文字をあしらったオリジナルデザインのエンブレムが使用されていたが、第89回大会より桜の花弁をあしらった天皇杯シンボルマークの下部に「Emperor's Cup WINNERS」の文字をくわえたデザインに改められた。
2008年まではJリーグのリーグ戦ユニフォームに天皇杯優勝チームマークをつける規定があった が、2009年以降はこの規定がなくなっている。2012年の第92回大会では、前年度優勝のFC東京が天皇杯用ユニフォームのみ天皇杯優勝チームマークをつけた。

### 当大会の優勝により出場権を得られる大会
優勝チームは全日本選手権チームとして、次シーズンのFUJIFILM SUPER CUPとAFCチャンピオンズリーグ2 （ACL2）の出場資格を得る。2024/25シーズンからAFCクラブ競技会が再編される（3大会になり上位大会から順にAFCチャンピオンズリーグエリート （ACLE）、AFCチャンピオンズリーグ2、AFCチャレンジリーグとなる）ことに伴い、第103回大会（2023年度）優勝チームはACLEの、第104回大会（2024年度）以降の優勝チームはACL2の出場資格を得る。第81回（2001年度）から第102回（2022年度）までの優勝チームはAFCチャンピオンズリーグの出場権を、AFCチャンピオンズリーグ創設前の第69回（1989年度）から第80回（2000年度）までは、優勝チームはアジアカップウィナーズカップの出場権を得るものとされていた（AFCチャンピオンズリーグにおける日本のサッカークラブも参照）。
優勝チームが同シーズンのJ1リーグも優勝している場合には、スーパーカップには同シーズンJ1リーグ2位チームが繰り上がり、出場権が与えられる。同シーズンJ1リーグ3位までのチームが優勝チームだった場合はACL2には同シーズンJ1リーグ4位チームが繰り上がり出場権が与えられる。第87回（2007年度）までは、スーパーカップは天皇杯の準優勝チームが繰り上がっていた。ACLは第86回（2006年度）までの優勝チームが次々シーズンの出場権を得ることになっており、優勝チームが次シーズンのJ1リーグで優勝した場合には同シーズンJ1リーグ2位チームが繰り上がっていた（2008年までの日本からのACL出場枠は2チーム）。
この以前の方式では優勝チームが次年にJ2へ降格した場合はACL出場権が剥奪されることになっていたが、この規定が適用されたことはなかった。第82回（2002年度）の天皇杯を制した京都パープルサンガ（2003年にJ2降格）は当時のACLの日程変更上の過渡期でもあったため元々出場権がなく、第84回（2004年度）優勝の東京ヴェルディ1969（2005年にJ2降格）は、クラブが「J2に降格した場合でも出場したい」との意向により出場が認められた。第87回（2007年度）の優勝チームである鹿島アントラーズは、当大会からの出場権授与の変更により、天皇杯優勝によるACL出場資格を得られなかった（前年までのレギュレーションであれば2009年のACL出場資格を得ていたはずだった。ただし2008年のJ1リーグ優勝で同大会への出場資格を得ている）。
現在はAFCクラブライセンス制度により、Jリーグクラブライセンス制度によるJ1ライセンスを持つクラブにはACL出場権が与えられる。もし同ライセンスを持たないクラブが天皇杯で優勝した場合は、クラブライセンスの特別発給を申請することができる（Jリーグクラブライセンス交付規則 第30条、AFCクラブ間大会参加規定 第11.4-11.7節）。これによりライセンスが得られなかった場合、もしくはライセンスを申請しなかった場合は、ライセンス保持クラブの中で次点のクラブ（すなわち、J1リーグで次点の順位のクラブ）が繰り上げで出場権を得る（AFCクラブ間大会参加規定 第12.5節）。
1980年代前半にはジャパンカップへの出場権が与えられていた。

### NHK杯
1968年元日に社会人と学生それぞれのチャンピオンチームを招待した「NHK杯元日サッカー」が開催され、前年の日本リーグ優勝の東洋工業とインカレ優勝の関西大学が東京の国立霞ヶ丘陸上競技場で対戦した。
わずか10日後に両チームとも第47回の初戦を控えておりその前哨戦としての意味合いが強かったが、本大会が滞りなく運営されたこともあり次年度の第48回から天皇杯決勝を元日開催とし、NHK杯サッカーはこの1回で廃止された。この試合は東洋工業が1-0で関大を降し、その勢いのまま天皇杯も制した。試合直前には関大サッカー部の選手が交通事故で他界したために喪章をつけて練習した。
現在、優勝チームに天皇杯と共にNHK杯が授与されるのはこの名残りで、日本放送協会会長が訪れて、直接優勝チームのキャプテンにNHK杯のトロフィーを贈る。

### SURUGA I DREAM Award
特別協賛スポンサーとなっているスルガ銀行の協賛で2009年大会から制定された。大会全試合のゴールの中から、ジャイアント・キリングを起こし、大会を盛り上げた「天皇杯を象徴するゴール」に対する表彰である。発表・表彰式は決勝戦のハーフタイムに行なわれる。2018年はスルガ銀行の協賛がなくなり「I DREAM Award」として表彰された。
| 回数 | 年度   | 受賞者・ゴール（当時所属チーム）                   | 対象試合・ゴール                  |
| ---- | ------ | -------------------------------------------------- | --------------------------------- |
| 89   | 2009年 | 山本紘之（明治大学） 60分                          | 3回戦【69】・vsモンテディオ山形   |
| 90   | 2010年 | 桐田英樹（ソニー仙台FC） 106分                     | 2回戦【27】・vsベガルタ仙台       |
| 91   | 2011年 | 多々良敦斗（松本山雅FC） 5分                       | 3回戦【60】・vsアルビレックス新潟 |
| 92   | 2012年 | 益子義浩（福島ユナイテッドFC） 63分                | 3回戦【70】・vsアルビレックス新潟 |
| 93   | 2013年 | 有永一生（AC長野パルセイロ） 41分                  | 2回戦【45】・vs名古屋グランパス   |
| 94   | 2014年 | 岡山一成（奈良クラブ） 86分                        | 2回戦【35】・vsベガルタ仙台       |
| 95   | 2015年 | 鈴木孝司（FC町田ゼルビア） 90+3分                  | 2回戦【53】・vs名古屋グランパス   |
| 96   | 2016年 | 中川裕平（Honda FC） 90+4分                        | 3回戦【70】・vsグルージャ盛岡     |
| 97   | 2017年 | 三笘薫（筑波大学） 6分 · 中野誠也（筑波大学） 65分 | 2回戦【39】・vsベガルタ仙台       |
| 98   | 2018年 | 山見大登（関西学院大学） 92分                      | 2回戦【47】・vsガンバ大阪         |

## その他

### 入場曲
第78回（1998年度）から、決勝戦のみならずすべてのスタジアムで入場曲に「日本サッカーの歌」（坂本龍一作曲、伊藤康英編曲）が使われている。決勝戦終了直後の表彰式においても、優勝チーム表彰の際に「日本サッカーの歌」がBGMで流される。第77回大会（1997年度）に限り、国立競技場で準決勝・決勝戦の入場曲に「FIFA ANTHEM」が使われたことがある。

### 会場
かつては、レギュレーション・トーナメント表の発表時点ですべての組み合わせと試合会場が決定していたが、第92回大会以降は4回戦以降の組み合わせ・会場は3回戦終了後に決定することになった。

### 天皇杯への指摘
本大会は第1回から棄権チームが出るなど、その権威づけや他の各種大会との兼ね合いなどによる諸問題を抱えていた。戦前の明治神宮競技大会との統合や日本サッカーリーグ設立に伴う日本チャンピオンの位置付け（現状では日本リーグ1部・Jリーグ1部優勝をチャンピオンとしているが、全日本選手権=Championshipは天皇杯である） などがある。1968年（第47回）大会では過密日程や準備不足を理由とした自己都合による3チームの辞退が出たほか、1986年（第66回）大会ではアジアクラブ選手権出場を優先させるため日本サッカー協会の指示で古河電工が出場を辞退（予定されていた兵庫教員戦は壮行試合となった）させられた。
21世紀以降では、サッカー日本代表の活動やACLの開催による日程の過密化、Jリーグの春秋制導入議論の中で天皇杯の日程見直しを求める声が上がっていた際に、日本サッカー協会も決勝を元日から11月～12月に前倒しする方針を示していたことがある。

## テレビ・ラジオ放送
日本放送協会（NHK）が共催することや過去の経緯もあって、地上波・BSのテレビ放送はNHKが放送（ごくまれに地元民放局による放送例もある）している。ラジオ放送は準決勝までNHK一局、決勝はNHKに加えて文化放送が中継を行う（第94回・第98回・第101回・第102回大会を除く）。RFラジオ日本は2009年度まで、TBSラジオ（ニューイヤー駅伝優先のため試合途中から中継）は2015年度まで、ニッポン放送は2019年度まで中継を行っていた。
NHKによるテレビ放送は、第76回（1996年度）以降はJリーグ勢の登場以降の中継が基本となっている。
- 2回戦：J1チーム出場カードのうち2試合をBSで放送（原則として生中継）。
  - 第94回（2014年度）の2回戦は大半の試合が行われた7月12日・7月13日は2014 FIFAワールドカップの開催時期と重なり、その兼合いもあってBS1で放送せず、予選会のスケジュールの関係で予備日の8月6日に行われるコンサドーレ札幌対tonan前橋サテライトのみBS1で中継した[75]。
- 3回戦、4回戦：J1チーム出場カードのうち試合日（予備日含む）ごとに1-2試合をBSで放送（原則として生中継、一部試合は録画中継）。
  - 第86回（2006年度）の4回戦は試合日が2日間にわたって行われ、更に予備日にも2試合が行われたため、計6試合で中継が行われた。
  - 第90回（2010年度）の4回戦は8試合とも同日同時刻に行われた上、BS1で主要競技の中継を行っている2010年アジア競技大会との調整もあったため、全国放送はダイジェスト番組のみとなった。
  - 第91回（2011年度）の3回戦は全試合同時キックオフだったが、同年3月までBS2が使用していたBS102chをBS1の臨時放送用のチャンネルとして使用することとなったため、101chと102chで2試合同時生放送を行なった。この年の中継より、BS1で放送の試合が延長戦になった場合は、メインチャンネルの101chは通常放送を優先し、102chで続きを放送するようになった。
- 準々決勝：全試合をBSで放送（生中継2試合+録画中継2試合）。原則ノーカット放送だが、録画放送となる試合で延長戦・PK戦となった試合は120分（NHK BSニュースによる中断時間を含む）の放送時間に収めるようにするため、一部抜粋で放送することがある。
- 準決勝、決勝：全試合を総合テレビ・ラジオ第1および海外向けのNHKワールド・プレミアムで生中継（ただし準決勝の13時キックオフの試合が延長戦となった場合は、15時キックオフの試合は途中飛び乗りで中継）。BS1で録画中継。第87回（2007年度）の決勝まではBSハイビジョン、第99回（2019年度）の決勝はBS4K[76] でも生中継で放送されていた。
  - 2014年は2015年1月のアジアカップの開催に伴う会期の前倒しのため、例外として準決勝は地上波ではテレビ・ラジオとも放送せず（11月26日にナイターで同時開催）、BS1のマルチチャンネルで生中継を行った。決勝戦については平年同様総合テレビとラジオ第1で中継を行った（BS1非放送）[75]。2018年も鹿島アントラーズのFIFAクラブワールドカップへの出場に伴う会期前倒しにより、準決勝・決勝とも地上波の放送は編成の都合上放送できず、BS1で放送された[77]。2022年も2022 FIFAワールドカップの開催に伴う会期の前倒しのため、準決勝はBS1で生中継で放送された。広島県は総合テレビでも放送された（19時30分～20時44分 メインチャンネル、20時44分～ サブチャンネル）[78]。決勝戦については平年同様総合テレビとラジオ第1で中継を行った（BS1非放送）[79]。

1回戦は、原則都道府県代表同士の対戦であったことから放送されなかったが、第95回（2015年度）はJ1・J2勢が1回戦から登場することから、1試合をBS1で生放送した。
このほか、都道府県サッカー選手権大会の決勝が天皇杯の都道府県代表の決定戦を兼ねる関係でNHK各局でのローカル中継で放送される他、本大会の2 - 4回戦および準々決勝の試合日には深夜にBS1でダイジェスト番組が放送されている（Jリーグタイムと同様の放送体制）。全試合生中継する準決勝以降はダイジェストが放送されないが、2009年度・2010年度は決勝終了後の夜にもBS1でダイジェスト番組が放送された。BS1の録画中継は決勝翌日の1月2日深夜に放送された。
第91回（2011年度）からCS放送のスカチャンで中継が行われる（4回戦以降の全試合を録画中継（一部生中継）。2012年は2回戦・3回戦のうちNHKが中継しない試合も数試合セレクトして放送）。過去にはJ SPORTSでも放送されたことがある。
元日開催ではなかった第94回（2014年度）第98回（2018年度）第101回（2021年度）第102回（2022年度）の決勝は、民放ラジオでの中継は行われなかった。
第95回（2015年度）の決勝は、NHK総合テレビの中継をインターネットによる同時配信の検証実験を実施した。TBSラジオが同大会を持って中継を取りやめた。
大阪開催となった第96回（2016年度）の決勝は、文化放送とニッポン放送は自社製作で中継を継続で埼玉開催の第97回（2017年度）も同様の対応を取る。
第102回（2022年度）からV・ファーレン長崎が関わる試合に関しては同クラブの運営会社であるジャパネットホールディングスの系列BSテレビ局であるBSJapanextでも生中継を行う。